# Campionati del mondo di ciclismo su strada 1974
I Campionati del mondo di ciclismo su strada 1974 si disputarono a Montréal, in Canada, il 25 agosto 1974.
Furono assegnati quattro titoli:
- Prova in linea Donne, gara di 60 km
- Prova in linea Uomini Dilettanti, gara di 175 km
- Cronometro a squadre Uomini Dilettanti, gara di 100 km
- Prova in linea Uomini Professionisti, gara di 262,5 km

## Storia
Nel 1974, per la prima volta, i mondiali furono organizzati al di fuori del continente europeo. Il Canada vide il terzo trionfo del belga Eddy Merckx, che raggiunse come numero di vittorie Alfredo Binda e Rik Van Steenbergen. La svolta della corsa si ebbe al tredicesimo dei ventun giri previsti, quando attaccò il francese Bernard Thévenet che riuscì a guadagnare un minuto mezzo sul gruppo. Fu lo stesso Merckx a lanciare l'inseguimento del battistrada, che fu raggiunto e superato dal belga che proseguì l'azione staccando tutti gli avversari, escluso l'altro francese Raymond Poulidor, nettamente inferiore però a Merckx in volata. Su sessantasei partenti, solo diciotto conclusero la prova.
All'argento e al bronzo della prova in linea professionisti, la Francia aggiunse l'oro di Geneviève Gambillon nella prova femminile. Il titolo dilettanti rimase alla Polonia, che vinse ancora oro e argento nella prova in linea con Janusz Kowalski e Ryszard Szurkowski. La cronometro a squadre andò alla Svezia.

## Medagliere
| Pos.   | Nazione          | Oro | Argento | Bronzo | Totale |
| ------ | ---------------- | --- | ------- | ------ | ------ |
| 1      | Francia          | 1   | 1       | 1      | 3      |
| 2      | Polonia          | 1   | 1       | 0      | 2      |
| 3      | Svezia           | 1   | 0       | 0      | 1      |
| 3      | Belgio           | 1   | 0       | 0      | 1      |
| 5      | Unione Sovietica | 0   | 2       | 0      | 2      |
| 6      | Germania Est     | 0   | 0       | 1      | 1      |
| 6      | Svizzera         | 0   | 0       | 1      | 1      |
| 6      | Paesi Bassi      | 0   | 0       | 1      | 1      |
| Totale | Totale           | 4   | 4       | 4      | 12     |

## Sommario degli eventi
| Eventi                        | Oro                                             | Tempo                      | Argento                                                    | Tempo | Bronzo                                        | Tempo |
| Uomini Professionisti         |                                                 |                            |                                                            |       |                                               |       |
| Gara in linea dettagli        | Eddy Merckx Belgio                              | 6h52'22" Media 38,194 km/h | Raymond Poulidor Francia                                   | a 2"  | Mariano Martínez Francia                      | a 37" |
| Uomini Dilettanti             |                                                 |                            |                                                            |       |                                               |       |
| Gara in linea dettagli        | Janusz Kowalski Polonia                         | ?                          | Ryszard Szurkowski Polonia                                 | ?     | Michel Kuhn Svizzera                          | ?     |
| Cronometro a squadre dettagli | Svezia Fagerlund, Johansson, Filipsson, Nilsson | ?                          | Unione Sovietica Komnatov, Šarafullin, Kaminskij, Čalpygin | ?     | Germania Est Hartnick, Diers, Tischoff, Lauke | ?     |
| Donne                         |                                                 |                            |                                                            |       |                                               |       |
| Gara in linea dettagli        | Geneviève Gambillon Francia                     | 1h47'36                    | Baiba Caune Unione Sovietica                               | s.t.  | Keetie van Oosten-Hage Paesi Bassi            | s.t.  |